# 小武
《小武》是中国导演贾樟柯出品的一部独立制片的电影，为北京电影学院学生作业作品。1998年2月18日於第48屆柏林影展首映。该片讲述了生活在中部某小县城的梁小武在接连失去友情、爱情和亲情后最终失去自由，成为囚徒的过程。
作为中国代表性的第六代导演之一，贾樟柯在这部电影中充分展现了第六代导演的一些创作特色。其中，独特的镜头运用非常表现了本片的写实性。由于此片是贾樟柯的毕业作品，影片的拍摄资金可以说非常缺乏 (拍摄费用仅耗费38万元人民币)，因此绝大多数参演人员都是非专业演员。本片的背景安排在当时中国影坛独树一帜，汾阳，山西中部的县城，作为千万个中国内陆县城的代表被展现在荧幕上，这与当时，第六代导演普遍选取大城市为故事背景（《十七岁的单车》，《阳光灿烂的日子》），以及之前第五代导演多着重于农村背景（《红高粱》，《黄土地》）有着很大的不同。县城，作为中国持续性最久的行政区划，本身就具有很强的历史感，而在90年代，由于时代的快速发展与保守传统的双重渗透，中国县城充满混乱、焦灼、浮躁的氛围。中国社会，本质上是一个乡土社会，而90年代的城市化，乃是受西方的影响。于是，县城作为农村与城市之间的产物，其实一定程度上也代表了整个90年代中国社会的缩影。贾樟柯细腻的拍摄手法将大时代下的小人物搬上了大荧幕。
电影上映后一举获得影评人的好评和对电影内容的肯定，更是在柏林国际电影节上大放光彩，一举斩获第48届柏林国际电影节青年论坛首奖：沃尔夫冈斯道奖等众多奖项。

## 情节概要
影片通过扒手小武的友情、爱情、亲情的遭遇，描述了一个边缘人的窘况。
故事开始在一辆公共汽车里，小武（王宏伟 饰）在冒充警察拒绝买票之后，偷窃了邻座的钱包。在公交车上扒窃后，小武受药店老板（安群雁 饰）之托，帮助朋友找回被偷的钱包里的身份证。与此同时，当地电视台采访了刚结婚的企业家小勇（郝鸿建 饰）。采访结束后，小勇才发现忘记通知小武自己结婚的消息。之后小武在与朋友们聚餐时，委托他们帮忙寻找失去的身份证。
当小武把身份证归还给药店老板时，遇到了前来处理拆迁事宜的当地官员。在等待过程中，他从郝警官口中得知小勇即将结婚的消息。失望之下，小武找到另一个人求证，得知自己是唯一未被通知的人。在小武气愤离开后，那被询问的人立即提醒小勇去解释，但从电话中，小勇表明他故意不告知小武结婚的事，以免让别人知道自己曾是小偷。之后，小武决定找小勇理论，但在看到他们友谊象征的砖墙时，他犹豫片刻，最终选择离开。
随后，小武找药店老板帮忙把之前偷来的钱换成整钞，准备送给小勇作为礼物。在婚礼前夕，小武去拜访小勇，质问他为何不告知结婚的事，但得到的却是一个敷衍的借口。沉默许久后，小武留下礼金离开。
之后，小武常去歌厅，在那里遇到了歌手胡梅梅（左白韬 饰）。经历了一系列相处，两人关系逐渐升温。小武为了胡梅梅购买寻呼机保持联系，甚至准备送她戒指。但胡梅梅却突然离开，跟着外地客人走了。
镜头一转，小武回到家里，随意地把已经准备送给胡梅梅的戒指给了母亲。在一次家庭聚会时，父亲商量让家中弟兄支援老二结婚所需的资金。这时老大表示晚些时候再决定。随后老二带着女朋友来家拜访时，看到未来二嫂的手上带着上次送给母亲的戒指时，小武便跑去找母亲质问戒指的事情。当母亲没有承认并反问小武不孝时，父亲过来教育小武并把他逐出家门。
在离开家后，最后，小武在一次例行“工作”时，被公安干警抓获。他被警察铐在了警局。等到了晚上的时候，郝警官支开了其他人，解開了小武的拷锁并单独跟他谈话。这时，他从电视机看到电视台对他被抓获归案的报道和路边采访，其中他的昔日朋友都在谴责他并对他被抓表示拍手称快。最后，在次日早上，当郝警官押送他时将他铐在了电线杆上并让小武等待他处理事情。影片最后在小武被路人冷眼围观中结束。

## 职员表
- 出品人：王寒冰
- 制作人：王宏伟
- 监制：李杰明、贾樟柯
- 导演：贾樟柯
- 副导演（助理）：张曦
- 编剧：贾樟柯
- 摄影：余力为、关音、赵泽标
- 配乐：张阳、Bill Chiu、Sam Koa
- 剪辑：林小凌
- 美术设计：梁景东
- 灯光：顾羿斌
- 录音：林小凌、魏筱园、张阳
- 场记：罗莎

## 演员表
- 王宏伟 饰 梁小武
- 左雯璐 饰 胡梅梅
- 郝鸿建 饰 靳小勇
- 安群雁 饰 药铺老板

## 制作

### 选角
在影片中，大部分次要演员都是当地人。影片汾阳话管拍电影叫“耍”电影，意思大概是把拍电影看作了一种好玩游戏—汾阳的老乡很乐意帮我们“耍”。但在拍摄之前，好几个重要的角色一直还没落实，贾樟柯说尽管放心。晚上老贾两个童年最要好的难兄难弟来找他“耍”，他介绍到：这就是他片子里的男二号和男三号，就这样，省监狱的看守郝鸿建成了《小武》里的暴发户靳小勇，建设银行职员安群雁后来成了药铺老板。
贾樟柯说这是他早有的设计－他的角色本来就是一些日常生活里的普通人。郝鸿建的警察职业是当地人向往的“权力”象征，他身上有一种与暴发户暗合的踌躇满志的自得。安群雁在当地已是殷实的中产阶级，让他演药铺老板更胜也再合适不过了。

### 拍摄
影片在贾樟柯的家乡山西汾阳的小县城中拍摄，大部分次要演员都是当地人，使用晋语汾阳方言对白。主人公小武的演员王宏伟是河南人，在影片中使用河南安阳方言。

### 音乐
下列是在电影《小武》所出现的原声曲目：
《霸王别姬》
- 作词：陈涛
- 作曲：冯晓泉
- 演唱：屠洪刚

《选择》
- 作词： 陈大力 陈秀男
- 作曲：陈大力

《心雨》
- 作词：刘震美
- 作曲：马兆骏
- 演唱：杨钰莹 毛宁

《大姑娘美大姑娘浪》
- 作词：马金平
- 作曲：杨柏森

《浅醉一生》
- 作词：唐書琛
- 作曲：盧冠廷
- 演唱：葉蒨文

《天空》
- 作词：黄桂兰
- 作曲：杨明煌

《爱江山更爱美人》
- 词/曲：小虫
- 演唱： 李丽芬

《九九女儿红》
- 词/曲：陈小奇
- 演唱： 陈少华

### 遭遇
导演贾樟柯凭借《小武》在国际影坛一举成名，但电影在中國国内由于海外投资背景而未送交国家电影局审查，未受審查之電影出国参赛且内容涉嫌詆毀政党形象和涉嫌煽动，因而在中国禁播。

## 发行
电影首次于1998年2月18日在柏林电影节上映。电影还在新加坡 （1998年5月2日），法国（1999年1月13日），阿根廷（1999年4月3日），比利时 （1999年6月17日），韩国（1999年10月2日），台湾（1999年11月18日），英国（2000年2月11日），塞尔维亚共和国（2007年3月1日）放映。

## 反响
贾樟柯是亚洲电影闪电般耀眼的希望之光，因为还没有一部电影像《小武》这样诚实地表达了正在活着的中国人的气息（格雷戈尔评）。贾樟柯非常了解小武这样的小人物的生活，所以他拍的片子显得非常真实（编剧芦苇评）。
贾樟柯的首部长片，故事背景设定在他再也熟悉不过的家乡，真实的镜头下，观众们看到了面对剧烈转变社会的边缘人生活。贾樟柯之后对于当代社会文化的观察，在《小武》中清晰可见（关锦鹏评）。
《小武》可以感受到部分侯孝贤早期电影的气息，大量使用画外音、保留背景音、起用非职业演员、避免不必要剪接（时光网评）。
看完《小武》，也许你会很简单地认为“小偷也是人”，第一遍就能给观众这样的感受，已经很成功了。而到了第二遍第三遍，就越来越觉得小武不仅仅是小武，不仅仅是那个汾阳县的小偷，而是穿越于城市与乡村间的芸芸众生（凤凰网娱乐评） 。

## 其他
- 林小凌是中国人民解放军八一电影制片厂的录音师，平时最不愿意穿军装的她这时穿一身文职军官服，因为贾樟柯一定要她穿上军装去山西，说这样有威慑力[3]。

- 剧本定稿终于完成的那天，剧本有一个相当长的名字：《靳小勇的哥们儿、胡梅梅的傍家、梁长有的儿子：小武》。但副导演张曦觉得小武缺少反抗精神，因为小武作为一个小偷本来就是一个社会秩序的颠覆者，但他现在对于友谊、爱情和亲情的一再丧失、逆来顺受、毫无作为，所以剧组就把剧本名称改为《小武》[3]。

- 在贾樟柯2002年的电影《任逍遥》中，仍然由王宏伟饰演的小武这个角色再次出现，这次他是一个在大同市的成功的小偷，借给斌斌一笔钱。

## 获奖
- 获第48届柏林国际电影节青年论坛首奖：沃尔夫冈 斯道奖
- 获第48届柏林国际电影节亚洲电影促进联盟奖
- 获第20届法国南特三大洲电影节最佳影片：金热气球奖
- 获第17届温哥华国际电影节：龙虎奖
- 获第3届釜山国际电影节：新潮流奖
- 获比利时电影资料馆98年度大奖：黄金时代奖
- 获第42届旧金山国际电影节首奖：SKYY奖
- 获1999意大利亚的里亚国际电影节最佳影片奖